# Scharn

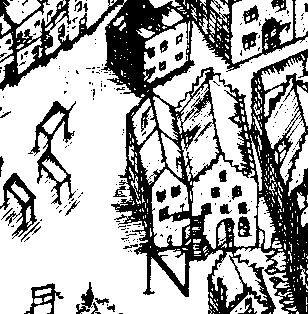
Die Markthalle mit Scharn in Duisburg im Corputius-Plan von 1566

Die Scharn (auch Scharne, Scharren, Scharrn) waren in mittelalterlichen Städten Stände, an denen Brot (Brotscharren, Brodscharren) oder Fleisch (Fleischscharren) angeboten wurden. Oft befanden sich die Scharren in einer Markt- oder Fleischhalle. Als Scharn sind solche Orte beispielsweise in Berlin, Braunschweig, Duisburg, Dortmund oder Minden überliefert.
In Alsfeld wurde das Erdgeschoss des 1564 errichteten städtischen Hochzeitshauses als Fleischschirn konzipiert, es existiert bis heute. In Warendorf hat sich das 1653 erneuerte Gebäude bis heute erhalten.

## Etymologie
Laut Aufzeichnungen der Brüder Grimm kamen in Deutschland unterschiedliche Schreibweisen für diese Verkaufsstellen für Brot oder Fleisch vor.
- neben Scharre auch Scherne oder Scharn
- Der Begriff „die Scharre[n]“ kommt von „Scharne“ oder „Schranne“.
- Es kann auch als „der Scharren“ (Scharn) vorkommen.
- Daraus konnte „Scherne“ werden, was wiederum im 15. Jahrhundert zu „Schirn“ umgelautet wurde.[1]

Das Wort hat vermutlich keinen Bezug zu dem Verb „scharren“, sondern ist wohl durch eine Umstellung des Buchstaben „r“ aus „schranne“ (althochdeutsch scranna) entstanden. Dies steht im Zusammenhang mit italienisch scranna ‚Feldstuhl, Gerichtsstuhl‘ („Bank, auf die Verbrecher bei der Züchtigung geschnallt werden“, oder Sitzbank der Beisitzer bei Gericht) und ist eventuell verwandt mit französisch escran, écran ‚Ofenschirm‘.
- „Schranne“ ist die Bezeichnung für einen Verkaufsstand, eine gedeckte Halle, ein Laden oder ein Sammelbegriff für Bank, Tisch, Anstalt, Local, Gebäude, die zum Kauf und Verkauf, insbesondere von Brot, Getreide oder Fleisch gedacht waren.
- In Hamburg und anderen Orten war es in der Form „Schrange“ für den Fleischmarkt oder eine Fleischbank üblich.[2]

Erhalten ist das Wort auch in den Bezeichnungen für Straßen und Plätze (Schrangen, Schrangenplatz, Schrangenstraße; in Riga: Skārņu iela = Scharrenstraße). Verwandt sind die Schranke als Absperrung eines Bereiches und der Schrank als Aufbewahrungsplatz von Waren.

## Vorkommen als Schar(re)n oder Schirn

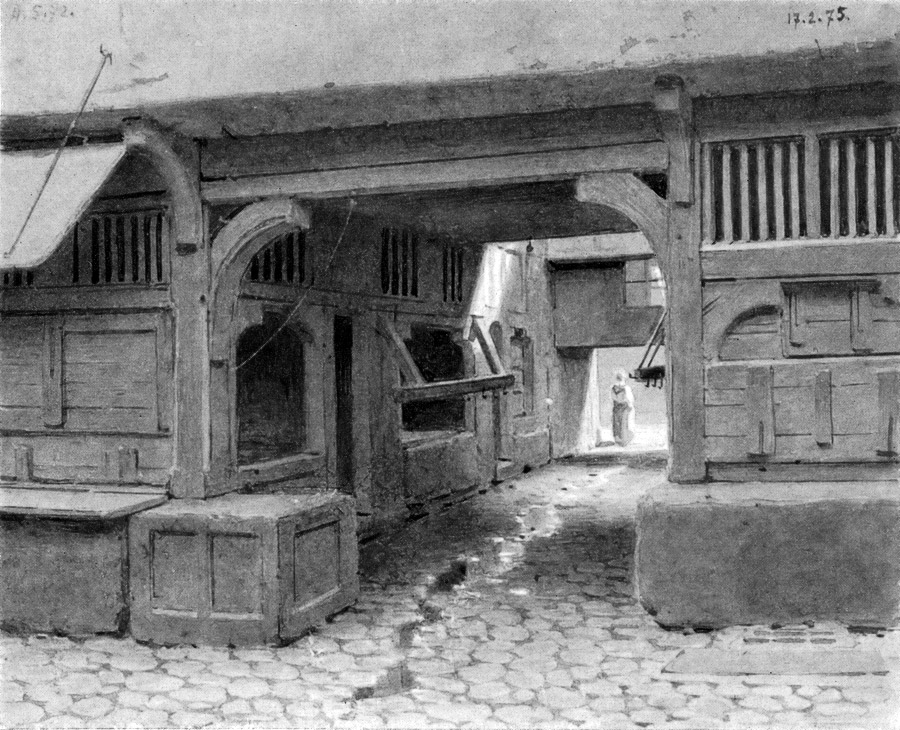
Schirnen unter einem Scharnhaus in Frankfurt um 1875

- In Braunschweig hat sich diese Bezeichnung für den Fleischmarkt in den Straßennamen Hagenscharrn und Scharrnstraße erhalten. Es bezeichnete die Verkaufsstände der Knochenhauergilde.
- In Duisburg entstand die Scharn als ein Teil der Markthalle durch deren Untergliederung in Gerichtshalle und Fleischhalle im Spätmittelalter. Die Grundmauern der Duisburger Scharn sind in der Archäologischen Zone am Duisburger Alten Markt erhalten.[3]
- Für Dortmund wird die Scharn beispielsweise in der Geschichte um Agnes von der Vierbecke erwähnt.
- In Warendorf (Münsterland) ist das 1653/54 in Fachwerkbauweise erneute Gebäude der Fleischscharne mit anschließendem Zunfthaus erhalten (Markt 14).
- Die Große Scharrenstraße in Rostock, früher auch Bei den Fleischscharren der Mittelstadt.
- In Berlin-Mitte und Charlottenburg wurde und wird durch Scharrenstraßen an Standorte der ehemaligen „Scharren“ erinnert.[4][5]
- In Frankfurt am Main wurden die Verkaufsstände der Metzger Schirn genannt. Eine sehr bekannte Schirn, bei der warme Würstchen verkauft wurden, stand auf dem Römerberg, bekannt als Neues Rotes Haus am Markt. Insbesondere am Abend vor Theaterbesuchen versammelten sich dort viele Bürger zu einer schnellen warmen Mahlzeit vor dem anstehenden Kulturereignis. Die Bezeichnung ist auf die Schirn Kunsthalle übergegangen.
- Im nordhessischen Frankenberg/Eder befindet sich eine sehr große Schirn im dortigen renaissancezeitlichen Rathaus, wo jeden Sonnabend ein Wochenmarkt stattfindet.
- In Minden an der Weser gibt es heute noch die Straße Scharn, ehemals mit einer langen Reihe von Verkaufsbuden sowie dem Fleischerscharren und dem Fischscharren bebaut.
- In Riga gibt es ebenfalls eine Scharrenstraße, deren Name sich vom Fleischerhandwerk ableitet.
- In Bydgoszcz trug die heutige ulica Jatki, den Namen Fleichscharren (1876–1920) bzw. Scharrenstraße (1939–1945).

## Vorkommen als Schrange oder Schranne
- Schrangen, Kleiner Schrangen oder Alter Schrangen in Lübeck
- Schrangen ein Gebäude in Flensburg
- Schrangen (auch Scharren) gab es in Hamburg in der Nähe der kleinen Bäckerstraße und auf dem Hopfenmarkt[6]
- Moderne Schranne in Augsburg
- Schranne als Gerichtsplatz in Wien